# Алабовский, Михаил Петрович
Михаи́л Петро́вич Алабовский (9 января 1874, село Саюкино, Российская империя − 21 декабря 1937, СССР) — русский священник. Участник монархического движения; черносотенец, председатель Киевского губернского отдела Союза русского народа. Расстрелян в 1937 году. В 1981 году канонизирован Русской православной церковью заграницей в лике священномучеников.

## Биография
Михаил родился в селе Саюкино Димитровщинской волости Тамбовского уезда Тамбовской губернии (ныне — в Рассказовском районе Тамбовской области) в семье псаломщика Петра Васильевича Алабовского.
Образование он получал в Тамбовском духовном училище и Тамбовской духовной семинарии, а в 1893 году был по протекции Совета попечительства о бедных воспитанниках семинарии направлен в Киевскую духовную академию. В этом году он вступил также в «Киевское Общество распространения религиозно-нравственного просвещения в духе Православной Церкви», где сблизился с священниками Иоанном Мельниковским и Константином Терлецким. Отец Константин привлек его к организации церкви-школы на Юрковице (окраина Киева). Окончив обучение в 1897 году со степенью кандидата богословия, Михаил Алабовский продолжил свою активную деятельность в обществе (сменившем название на «Киевское религиозно-просветительское общество») и стал учителем Александро-Николаевской школы при Макарьевской церкви на Юрковице, а с марта стал священником в этой церкви, отказавшись от должности помощника инспектора в Тульской духовной семинарии. В 1902 году отец Михаил основал Свято-Макарьевское приходское братство, для организации приходской церковной и общественной деятельности, а также детский приют, воспитанниками которого к середине 1907 года стали 4209 детей.
Во время революционных событий 1905 года Михаил Алабовский от лица прихода выступил в поддержку государя, отправив на его имя обращение. По личному приглашению князя Д. П. Голицына был принят в состав Русского собрания, в 1906 году являлся выборщиком на выборах в Городскую Думу от Киевской монархической партии и участвовал в третьем Всероссийском съезде русских людей, в 1907 году стал членом Комитета внепартийных русских избирателей. Отец Михаил также являлся исполняющим обязанности председателя Киевского губернского отдела Союза русского народа, а в 1917 году стал его председателем. Он часто выступал с докладами и речами, являлся автором обращений к императору.
В 1907 году Михаила Алабовского назначили законоучителем Фундуклеевской гимназии и настоятелем домовой церкви в честь святой Марии Магдалины. В 1915 году он был возведён в сан протоиерея. Кроме КРПО, в котором он состоял членом Совета, Алабовский являлся действительным членом Киевского уездного попечительства детских приютов, преподавателем Закона Божьего в Киевской женской трёхклассной торговой школе имени Н. А. Терещенко, законоучителем в Юрковицком городском приходском училище, членом Совета Киевского женского училища Духовного Ведомства.
Во время войны отцом Михаилом совместно с Киевским отделом СРН был организован детский приют св. княгини Ольги и в память П. А. Столыпина, рассчитанный на детей-сирот погибших воинов. Также в 1915 году он был законоучителем в Николаевском пехотном училище. В 1915 году им была предпринята попытка содействовать консолидации правых сил Киева. Он участвовал в Совещании монархистов в Петрограде, где был избран членом Совета Монархических съездов.
После революции протоиерей Михаил оставался настоятелем Александринской церкви Николаевского училища, которую по его просьбе преобразовали из домовой в приходскую, и она просуществовала до конца 1920 года. После её закрытия отец Михаил до 22 декабря 1935 года служил настоятелем Крестовоздвиженской церкви Александровской слободки на Чоколовке, поддерживая связь со схиархиепископом Антонием (Абашидзе) и епископом Иоасафом (Жеваховым). С 1936 года иногда служил в Троицкой церкви посёлка Ирпень.
19 октября 1937 года был арестован сотрудниками НКВД. Вся процедура судебного разбирательства — опрос свидетелей, допрос и очная ставка — была проведена в один день. Он был обвинён в контрреволюционной пропаганде: «Алабовский М. П. является попом, который под видом отправления религиозных обрядов занимается контрреволюционной работой» (из обвинительного заключения). По постановлению тройки при Управлении НКВД УССР по Киевской области от 8 декабря 1937 года отец Михаил был по статье 58-10 УК РСФСР приговорён к высшей мере наказания, 21 декабря приговор приведён в исполнение.
В 1981 году протоиерей Михаил канонизирован в сонме новомучеников Российских Русской православной церковью заграницей.

## Труды
- Розга и другие телесные наказания в истории школьной дисциплины // Литературное приложение к журналу «Нива». — 1895. — Окт.
- Некролог К. П. Терлецкому // Киевские епархиальные ведомости. — 1905. — № 18.
- Никольский П. В. и свящ. Алабовский М. Православный русский деятель. Настоятель Киево-Лукьяновской св. Феодора церкви священник Константин Петрович Терлецкий (†11 апреля 1905 г.). — Киев, 1906.
- Ходатайство епархиального Братства // Киевские епархиальные ведомости. — 1907. — № 11.
- Кого в настоящее время необходимо привлекать к делу миссии? Доклад 4 Всероссийскому миссионерскому съезду в Киеве. — Харьков, 1908.
- Церковно-приходская школа и общее обучение. — Киев, 1909.
- Великий пастырь русского народа (памяти о. Иоанна Кронштадтского). — Киев, 1909.
- Никита Петрович Гиляров-Платонов (к 25-летнему юбилею существования возрожденной церковно-приходской школы) // Западнорусская школа. — 1909.
- Некролог прот. И. И. Мельниковскому // Киевские епархиальные ведомости. — 1909. — № 3.
- Юбилейный сборник Киевской Фундуклеевской гимназии (по случаю её столетия). — Киев, 1910.
- Что губит нашу жизнь вернее холеры? — Киев, 1910.
- Благотворительный съезд в Санкт-Петербурге и отклик на него из Киева. — Киев, 1910.
- Участие офицеров в религиозно-нравственном воспитании солдата. Сообщение в Киевском дворянском собрании 15 марта 1910 г. — Харьков, 1911.
- Значение Православной Церкви в деле устроения государственной и общественной жизни. — Киев, 1912.
- Не нам, не нам, а имени Твоему (к 100-летию Отечественной войны) // Киевские епархиальные ведомости. — 1911. — № 39.
- Промысел Божий в истории России под скипетром Дома Романовых // Киевские епархиальные ведомости. — 1913. — № 9.
- Изъяснение избранных мест из Св. Евангелия с предварительными сведениями о Библии (для 7 и 8-х классов средних учебных заведений). — Киев, 1914.
- Из истории Церкви. — Киев, 1914.